# 守殿愛生
守殿 愛生（もりどの まなせ、2002年12月28日 - ）は、日本の女優（子役）。大阪府出身。舞夢プロ所属。

## 来歴
小学1年生の時にのど飴のCMのオーディションに合格したのを機に、1年間のタレント養成スクールでのレッスンを経て2011年より芸能活動を開始。創叡に所属して数々のCM・広告に出演し、2012年12月にはテレビ朝日系『松本清張没後20年・ドラマスペシャル 十万分の一の偶然』でテレビドラマ初出演。映画『利休にたずねよ』（2013年12月公開）では成海璃子演じる千利休の娘・おさんの幼少期を演じた。
学業専念による活動休止を経て、2014年夏より芸能活動を再開。舞夢プロ大阪校ジュニア部に所属し、同年12月にはサカイ引越センターのCMに起用された。2015年9月にはNHK連続テレビ小説『あさが来た』に出演し、ヒロインの姉で宮﨑あおい演じる今井はつの少女時代を演じて注目を集めた。

## 人物
- 身長157cm、体重45kg。スリーサイズはB80cm、W58cm、H85cm。靴のサイズは23cm[1]。
- 趣味は一輪車、ローラースケート、絵を描くこと[1]。
- 特技は水泳（4歳〜10歳）、習字（毛筆七段、硬筆六段）、琴、茶道[1]。
- 家族は両親、双子の兄、妹[2]。
- 憧れの女優は事務所の先輩である吹石一恵[2][6]と北川景子[7]。
- 高校受験により芸能活動に支障が出ないよう、エスカレーター式の中学校へ入学した[2]。

## 出演

### テレビドラマ
- 松本清張没後20年・ドラマスペシャル 十万分の一の偶然（2012年12月15日、テレビ朝日） - 宮川まどか役
- 科捜研の女（テレビ朝日）
  - SEASON 14 File 2（2014年10月24日） - 篠田冬水 役
  - SEASON 16 File.14（2017年2月16日） - 中学生 役
  - SEASON 19 File.1（2019年4月18日） - 月は奈 役
- 経世済民の男 第二部「小林一三 〜夢とそろばん〜」（2015年9月12日、NHK総合） - 小林とめこ 役
- 連続テレビ小説（NHK総合）
  - あさが来た（2015年9月28日 -） - 今井はつ（幼少期） 役
  - ブギウギ（2023年） - 防空壕の母親 役[8]
- 大奥 第二部「悲劇の姉妹」（2016年1月29日、フジテレビ） - 梅（少女時代） 役
- 伝七捕物帳（2016年7月15日 - 、NHK BSプレミアム） - お俊（少女時代） 役
- 必殺仕事人2016（2016年9月25日、ABC/テレビ朝日） - 結城ヨネ 役
- 赤かぶ検事奮戦記6 京都祇園おんな殺人事件（2016年11月28日、TBS） - 早坂小夜子
- 立花登青春手控え2 第2回（2017年4月14日、NHK BSプレミアム） - おこま（少女時代） 役
- 京都人の密かな愉しみ Blue 修行中 祝う春（2018年4月14日、NHK BSプレミアム） - 釉子（回想） 役
- 閻魔堂沙羅の推理奇譚 第2回（2020年11月7日、NHK総合） - 堀之内亜美 役
- 嗤う淑女 第6話（2024年8月31日、東海テレビ・フジテレビ系） - 坂口亜里沙 役[9]

### ラジオドラマ
- 青春アドベンチャー エヴリシング・フロウズ（2017年6月26日 - 7月7日、NHK-FM） - 野末義美 役

### 映画
- 利休にたずねよ（2013年12月7日、東映） - おさん（幼少期） 役

### ニュース・ドキュメンタリー・教育番組
- 歴史秘話ヒストリア 「物語に魅せられて　更級日記・平安少女の秘密」（2019年6月12日、NHK総合） - 菅原孝標女（少女時代） 役

### CM
- 宇治森徳 かおりちゃん緑茶のど飴[10]
- サンガリア
- 葬儀会館ティア
- バクロハクロ（SUNWARD）
- JAバンク大阪「川編」「山編」（2012年）
- オリオン
  - ミニコーラ
  - ハローキティ トロピカルミンツ
- サカイ引越センター（2014年12月 - ）
- KINCHO 蚊取線香 蚊取り線香初耳少女やよい[11]
  - 「巻き方」、「昼下がり」、「カフェ」、「バーベキュー」、「野外ライブ」篇（2018年）
  - 「紀州工場」、「尾道」篇（2019年）

### 広告
- ウォーターパーク デカパトス（2009年、2011年）
- ユニバーサル・スタジオ・ジャパン クリスマス（2011年）
- 積水ハウス 全国一斉分譲住宅フェア（2012年）
- ニッセン（2013年）

### ミュージックビデオ
- 松尾優「トキメクトキ」（2016年）